# Branimir Bilić
Branimir Bilić (Studenci, 14. studenoga 1957.), hrvatski novinar, urednik i komentator.
Dobitnik je Zlatnoga pera HND-a, godišnje nagrade HRT-a za najbolju emisiju (»TV parlament«) i za najbolje izravne prijenose te Nagrade za životno novinarsko djelo HRT-a Ivan Šibl i inih.

## Životopis
Rođen je 14. studenoga 1957. u Studencima kod Imotskoga, Gimnaziju Marka Marulića završio je u Splitu, a Fakultet političkih znanosti u Zagrebu. Na HRT-u je radio od 1. travnja 1982. do 31. prosinca 2022. Prvo je bio zaposlen na Radiu, a nakon višegodišnjega izvješćivanja s Kosova dolazi na televiziju.
Posebno se istaknuo novinarskim izvješćima s Kosova tijekom kosovske krize krajem 1980-ih, prijenosima događaja tijekom Domovinskoga rata, te komentarima tijekom posjeta pape Ivana Pavla II. i pape Benedikta XVI. Hrvatskoj. Također je uređivao i uživo vodio brojne emisije.
U rujnu 2012. ukinuta mu je emisija Puls Hrvatske, a otvorenim pismom poručio je javnosti kako su to učinili namještenici s HTV-a po nalogu vlasti, koju je tada vršila Kukuriku koalicija. Početkom ožujka 2015. uputio je Programskom vijeću HRT-a pismo u kojem je, potaknut neprimjerenim ponašanjem Elizabete Gojan tijekom komentiranja predsjedničke inauguracije Kolinde Grabar-Kitarović, upozorio na niz problema na HRT-u, od kojih je, među ostalima, posebno istaknuo problem Dnevnika HTV-a kojeg obilježavaju „niska profesionalnost i kvaliteta, visoka ideologiziranost, politiziranost i politička pristranost u korist vladajuće koalicije i bivšeg predsjednika RH”. Od ostalih problema naveo je marginalizaciju hrvatske kulture, obrazovanja, znanosti, duhovnosti, poduzetništva i baštine te hrvatskog jezika i vrednota Domovinskog rata, uz istovremeno promicanje jugoslavenstva. Kao posljedicu svega toga naveo je pad kvalitete programa i srozavanje ugleda HRT-a. Već sljedećeg dana po objavi pisma počeo je dobivati prijetnje otkazom, a nakon nekoliko dana Pravna služba HRT-a je i pokrenula proceduru davanja izvanrednog otkaza. Ipak, nakon promjene vlasti krajem 2015. ponovno je vraćen u program te od jeseni 2016. na HTV-u 1, u večernjem terminu vodi emisiju Hrvatska za 5.

## Emisije
- TV parlament
- TV intervju
- Misli 21. stoljeća
- Znakovi vremena
- Lice nacije
- Puls Hrvatske
- Glas za čovjeka
- Hrvatska za 5

## Sugovornici
U novinarskom i uredničkom radu ugostio je i razgovarao s brojnim osobama iz hrvatskoga javnoga života:
- hrvatski jezik i kultura: Radoslav Katičić, Viktor Žmegač, Tomislav Ladan, Josip Bratulić, Mate Maras;
- demografija: Alica Wertheimer-Baletić;
- umjetnost: Ivan Repušić, Monika Leskovar, Martina Filjak, Vatroslav Kuliš, Dimitrije Popović, Igor Zidić, Marija Ujević-Galetović, Kuzma Kovačić, Andrea Peterlik-Huseinović;
- književnost: Julijana Matanović, Miro Gavran, Ivan Aralica, Petar Gudelj;
- kazalište: Rene Medvešek, Anja Šovagović Despot, Zlatko Vitez;
- arhitektura: Nikola Bašić, Branimir Medić;
- fotografija: Ivo Pervan, Damir Fabijanić;
- znanost: Marin Soljačić, Iva Tolić, Vernesa Smolčić, Gordan Lauc, Korado Korlević, Ferdo Bašić, Olga Carević, Dijana Vican, Gojko Bežovan, Ilija Srpak;
- poduzetništvo: Đuro Horvat, Vjekoslav Majetić, Zvonimir Viduka;
- informatičke tehnologije: Luka Abrus, Nikola Kapraljević, Tomislav Car, Albert Gajšak, Nikola Dmitrović, Ivan Vlainić;
- šport: Ante Kostelić, Zlatko Dalić;
- filozofija i bioetika: Tonči Matulić, Ante Vučković, Miroslav Volf, Neven Sesardić, Ivana Greguric;
- medicina: Davor Miličić, Josip Paladino, Vida Demarin, Stipislav Jadrijević, Željko Kaštelan, Petrana Brečić, Marijana Braš;
- hrvatski branitelji: Branko Borković i Ivan Anđelić;
- strani intelektualci: Danica Purg, Igor Papič, Latinka Perović, Franz Josef Radermacher, Alain Finkielkraut;
- klerici: Franjo Kuharić, Vinko Puljić, Franjo Komarica, Kotel Da-Don;
- političari: Marko Veselica, Dražen Budiša, Vlado Gotovac, Franjo Tuđman;

## Vanjske poveznice
- Branimir Bilić, životopis, adris.hr